# Tamerlano (opera)

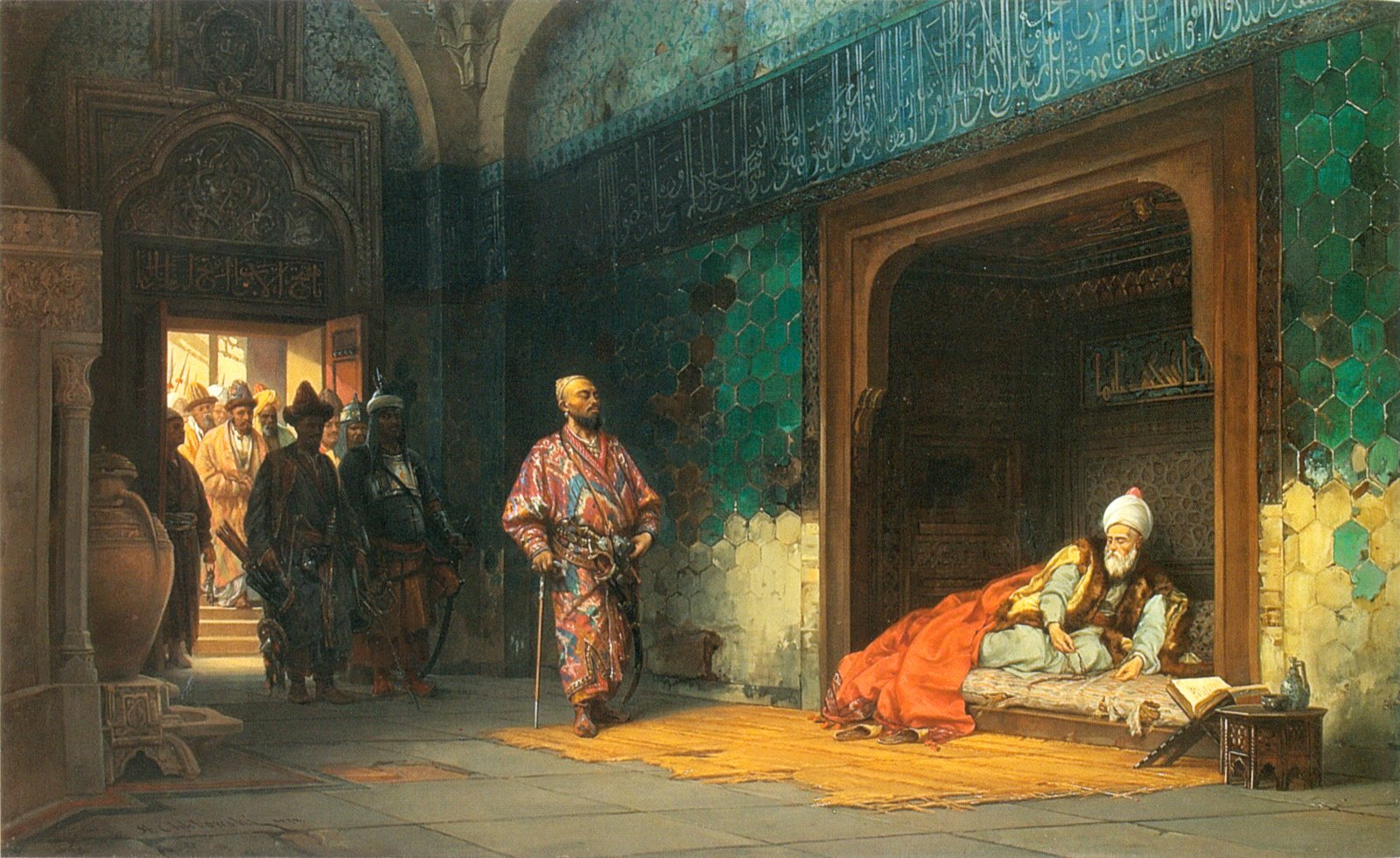
Bayezid I prigioniero di Tamerlano

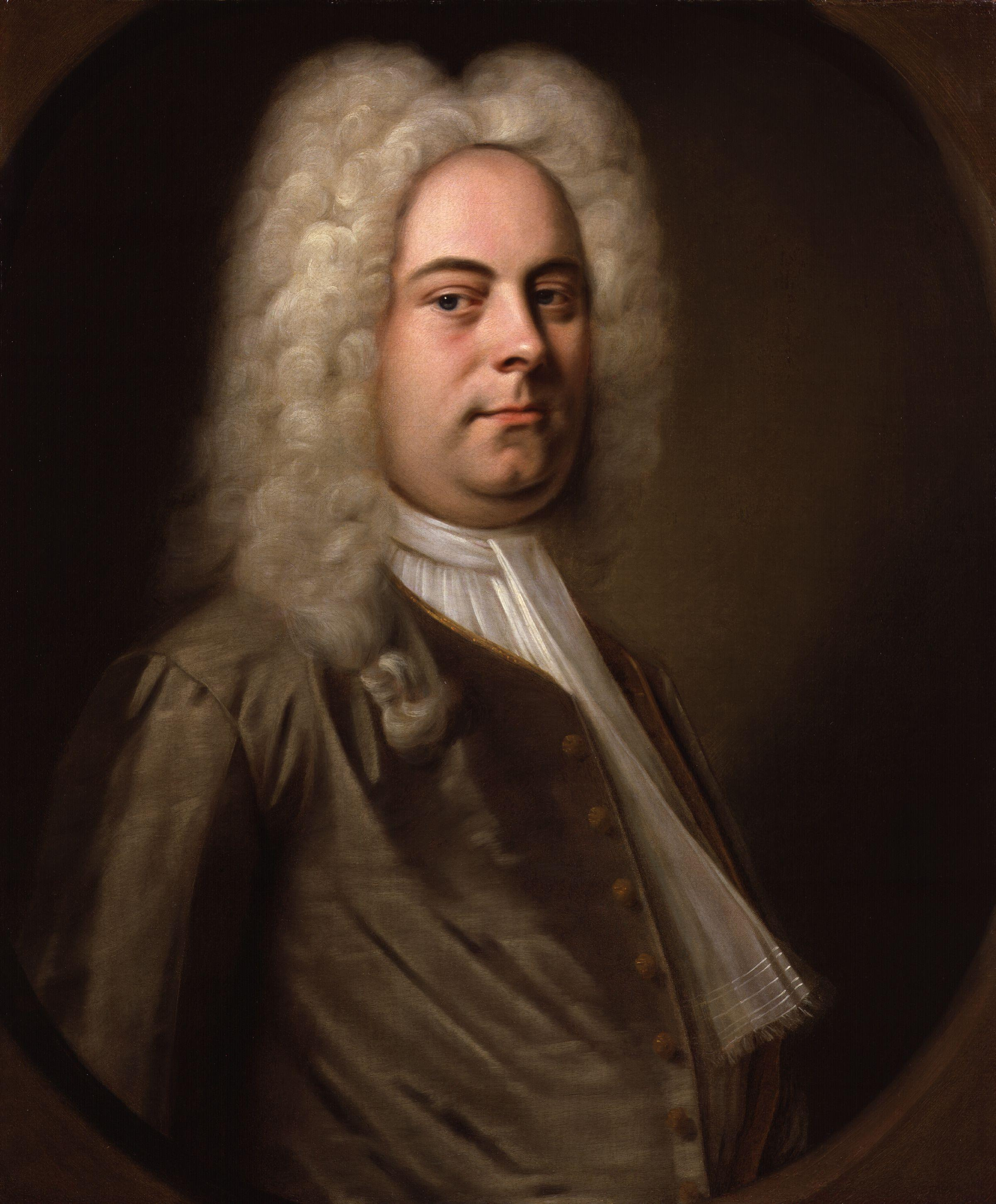
George Frideric Händel dipinto
di Balthasar Denner

Tamerlano ("Tamerlano", HWV 18) è un'opera seria in tre atti scritta per la compagnia teatrale Royal Academy of Music, con musica di George Frideric Handel su un testo italiano di Nicola Francesco Haym, tratto da Il Tamerlano di Agostino Piovene insieme ad un altro libretto intitolato Bajazet sulla falsariga del Tamerlan, ou La Mort de Bajazet di Nicolas Pradon.
Una delle opere più importanti di Händel, fu composta nello spazio di venti giorni nel luglio del 1724, in un anno in cui due delle più grandi opere furono composte da lui: Giulio Cesare e Rodelinda. Eve Meyer ha osservato che il ruolo di Bajazet fu uno dei più grandi ruoli per tenore in tutta l'opera lirica ed ha anche fatto interessanti rilievi sulla localizzazione dell'opera contestualizzata al fascino che i contemporanei provavano per la cultura turca (turcherie).

## Storia delle esecuzioni
Tamerlano fu eseguito per la prima volta al King's Theatre, Londra, il 31 ottobre 1724, circa nel periodo della esecuzione annuale della commedia di Nicholas Rowe Tamerlane (4–5 novembre). Ci furono dodici rappresentazioni e fu ripetuto il 13 novembre 1731. L'opera fu in seguito prodotta ad Amburgo con il recitativo in tedesco e le arie in italiano. La prima produzione moderna fu a Karlsruhe il 7 settembre 1924. Tra le produzioni più recenti, è apparsa nel repertorio della Washington National Opera nel 2008 e della Los Angeles Opera nel novembre 2009; entrambe le produzioni hanno messo in evidenza il tenore Plácido Domingo che è comparso anche come Bajazet in una produzione al Teatro Real di Madrid nel 2008.

## Ruoli

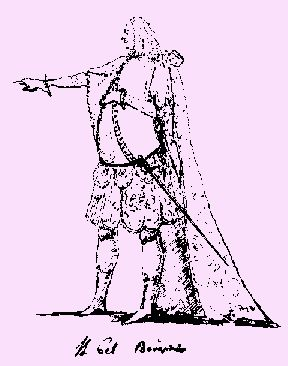
Caricatura di Francesco Borosini
che creò il ruolo di Bajazet

| Ruolo                                                    | Tipo voce          | Cast Prima, 31 ottobre 1724             |
| -------------------------------------------------------- | ------------------ | --------------------------------------- |
| Tamerlano, Imperatore dei Tartari                        | contralto castrato | Andrea Pacini                           |
| Bajazet, Sultano dei Turchi                              | tenore             | Francesco Borosini                      |
| Asteria, Figlia di Bajazet                               | soprano            | Francesca Cuzzoni                       |
| Andronico, Principe greco                                | contralto castrato | Francesco Bernardi, chiamato "Senesino" |
| Irene, Principessa di Trebisonda, fidanzata di Tamerlano | contralto          | Anna Vincenza Dotti                     |
| Leone, amico di Andronico e Tamerlano                    | basso              | Giuseppe Maria Boschi                   |

## Trama
Luogo: Prusa
Periodo: 1402

### Atto 1
L'imperatore dell'Impero Ottomano sconfitto Bajazet viene portato in catene alla corte di Tamerlano. Tamerlano ha ordinato ad Andronico di togliergli le catene, ma Bajazet non si fida di questo gesto. Bajazet aggiunge che l'unico motivo per cui non si suicida è il suo amore per la figlia Asteria. (Aria:"Forte e lieto a morte andrei"). Tamerlano arriva ed ordina ad Andronico di cercare di ottenere da Bajazet ed Asteria il consenso per sposare Asteria, offrendo di ricompensare Andronico con il trono della Grecia, il matrimonio con Irene, e la libertà per Bajazet. Andronico è turbato, poiché il suo amore per Asteria lo ha portato a cercare di addolcire Tamerlano, solo per vedere Tamerlano innamorarsi di lei. (Aria:"Bella Asteria"). Tamerlano rivela ad Asteria le sue intenzioni e l'offerta ad Andronico, che la rende furiosa per l'apparente tradimento di Andronico.
Bajazet non accetta l'offerta di Tamerlano e inoltre è indignato per la debolezza apparente di sua figlia alle richieste di Tamerlano. (Aria:"Ciel e terra armi di sdegno"). Tuttavia, una volta sola, Asteria rivela che, nonostante il tradimento apparente di Andronico, i suoi sentimenti per lui non sono cambiati. (Aria:"Deh, lasciatemi."), Irene viene a sapere che lei non sposerà più Tamerlano, ma invece Andronico. Andronico suggerisce ad Irene che lei può ancora cambiare il risultato se fingerà di essere sua messaggera e prenderà posizione contro Tamerlano. Lei è d'accordo su questo piano, mentre si commisera per la sua attuale situazione compromessa.

### Atto 2

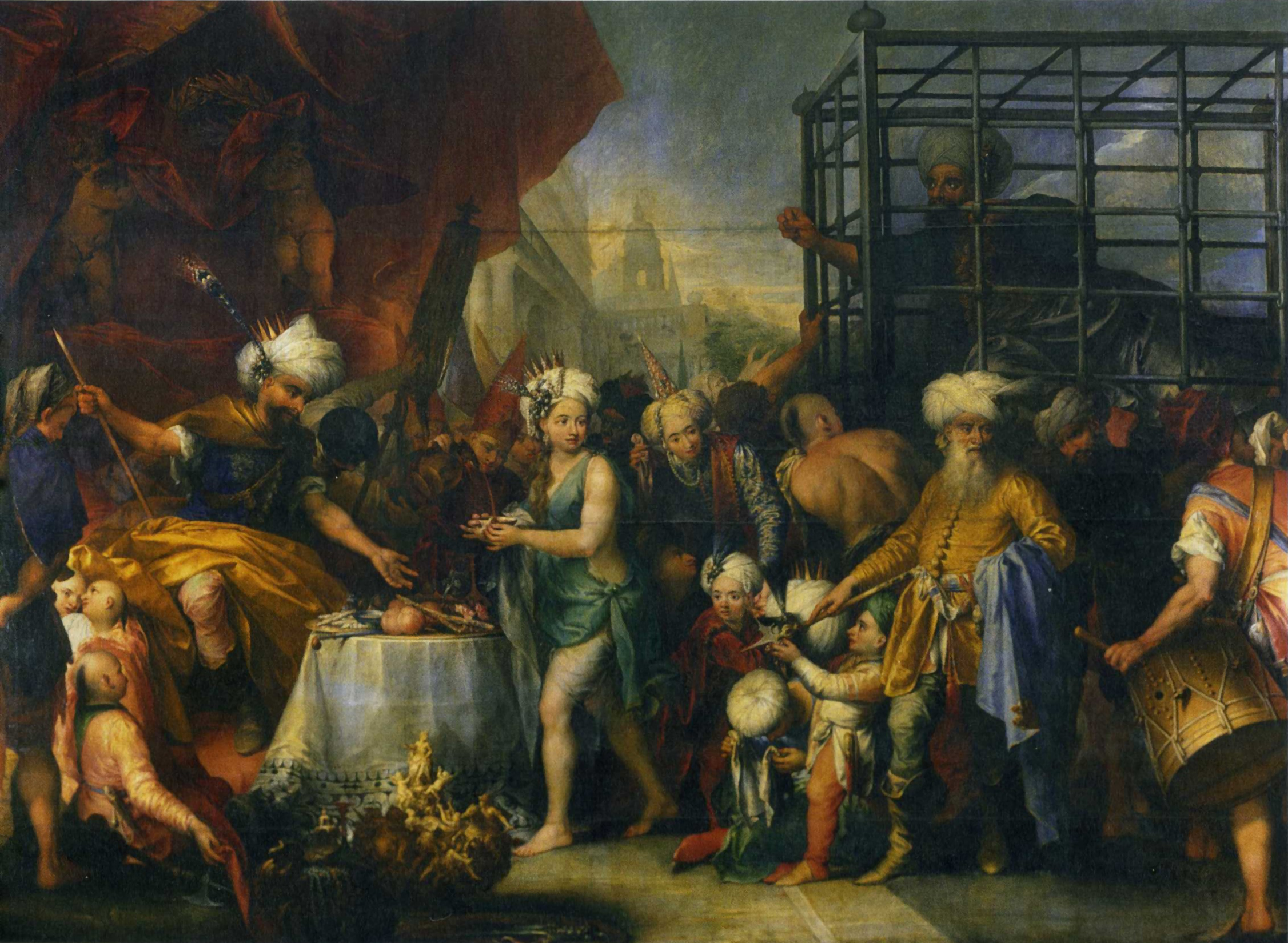
Tamerlano e Bajazet

Tamerlano dice ad Andronico che Asteria ha accettato la sua proposta di matrimonio e che i due matrimoni in programma, Tamerlano con Asteria e Andronico con Irene, avverranno presto. Tamerlano e Asteria cantano arie contrastanti per la sitruazione che si è creata. Asteria, fingendo, dice ad Andronico che a causa di un fraintendimento lei sta per sposarsi con Tamerlano. Andronico è abbattuto a questo pensiero. Nel frattempo Leone porta Irene da Tamerlano mascherata da messaggera e lei lo implora per la situazione di Irene (Aria:"Par che mi nasca."). Tamerlano la ascolta con compostezza. Quando Irene e Asteria sono soli, Asteria mostra simpatia verso Irene e le parla dei suoi sentimenti. Irene trae una nuova speranza da questa rivelazione, mentre Leone commenta che solo nell'amore ci può essere un potere così irresistibile sia nel bene che nel male.
Bajazet è indignato per l'imminente matrimonio della figlia con Tamerlano e giura di fermarlo, mentre Andronico è furioso e decide di avere la sua vendetta su Tamerlano prima e poi di uccidersi. Asteria, nel frattempo, sta segretamente preparandosi ad uccidere Tamerlano. Invece Bajazet manovra per sospendere il matrimonio ed evita anche di essere umiliato da Tamerlano quando viene arrestato. Asteria fa una mossa sul palco solo perché il padre la fermi, poi estrae un pugnale, dicendo che sarebbe stato il suo regalo per Tamerlano. Dopo un trio tra Tamerlano, Bajazet e Asteria, Tamerlano ordina la morte di Bajazet e Asteria. Tuttavia Asteria protesta di non essere mai stata infedele ed ottiene un accordo per Bajazet, Andronico ed Irene che le dà una certa sensazione di felicità. Si sente anche triste che i suoi piani di assassinio siano falliti e per avere perso la sua occasione di felicità.

### Atto 3

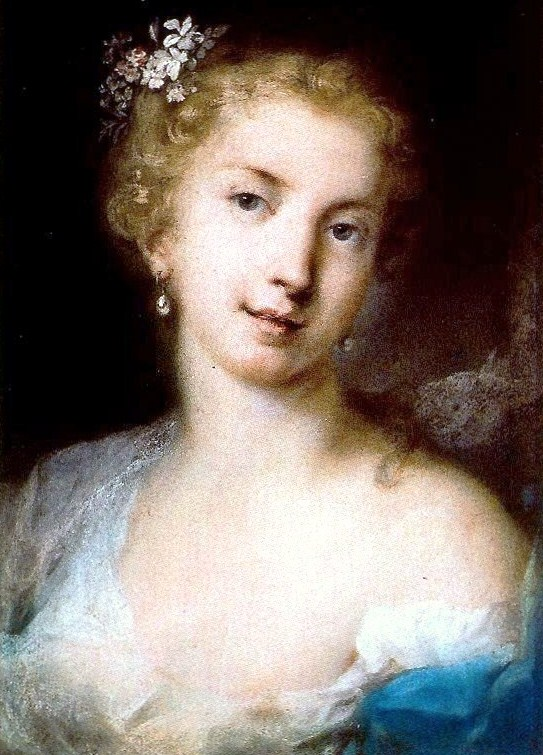
Francesca Cuzzoni (1696-1778)
che creò il ruolo di Asteria

Asteria e Bajazet decidono di uccidersi con il veleno nascosto. Rimasta sola Asteria contempla la sua morte imminente. Tamerlano fa un ultimo tentativo di convincere Asteria e le dice anche che perdonerà suo padre. Andronico e Asteria dichiarano il loro amore l'uno per l'altra, cosa che fa infuriare Tamerlano e gli fa giurare la propria vendetta. Bajazet cerca di trarre ispirazione dalla loro azione, mentre la coppia può trovare solo la felicità nell'affrontare insieme tutto ciò che può venire di dichiarare il loro amore reciproco.

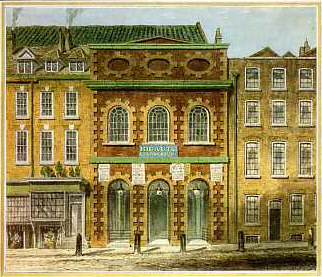
Il King's Theatre, Londra, dove
Tamerlano fu eseguito la prima volta

Nel frattempo, Irene dice a Tamerlano che manterrà il suo impegno ad amarlo se lui ricambierà il suo amore, mentre Leone spera che alla fine l'amore trionferà sulla vendetta. Tamerlano si prepara per umiliare i suoi nemici, e inizia facendo portare Bajazet e poi Asteria davanti a lui. Andronico implora pietà da Tamerlano. Tamerlano non vuole ascoltare, ed ordina ad Asteria di diventare la sua serva e che lei dovrà servire il vino prima a lui. Asteria mette il veleno dal padre nella tazza. Irene rivela la sua vera identità a Tamerlano e gli svela il fatto della coppa avvelenata. Tamerlano allora ordina ad Asteria di decidere a chi per primo darà la coppa, se a suo padre o ad Andronico, prima di portarla a lui. Asteria sta per bere lei stessa dalla tazza quando Andronico gliela fa saltare via dalla mano con un colpo, cosa che fa infuriare ulteriormente Tamerlano. Egli ordina l'arresto e il confinamento di Asteria nel serraglio comune, così che Bajazet debba vederla disonorata. Bajazet, furioso, dichiara che, quando sarà morto, il suo spirito perseguiterà Tamerlano. (Aria:"Empio, per farti guerra".)
Irene e Tamerlano cantano della vita felice che li attende, dopo che Tamerlano si sarà vendicato. Leone poi annuncia l'arrivo di Asteria e Bajazet. Bajazet è sorprendentemente sereno ora, ma alla fine rivela che è perché ha preso il veleno. Mentre diventa sempre più incoerente, dice addio alla figlia e rimprovera Tamerlano, finché Andronico e Asteria non lo portano fuori dalla stanza. Asteria poi torna a chiedere la morte dal momento che Tamerlano non potrà mai avere da lei quello che chiede. Sia Irene sia Andronico vanno da Asteria per cercare di fermare il suo suicidio, mentre Tamerlano è finalmente cambiato dagli eventi a cui ha assistito, nonché dalle suppliche di Irene. Alla fine perdona Asteria, Andronico, e Bajazet. L'opera si conclude con un duetto d'amore tra Tamerlano e Irene, e il coro canta della capacità dell'amore di salvare la luce dal buio.

## Contesto ed analisi
Handel, di origine tedesca, dopo aver trascorso un po' della sua carriera precoce componendo opere e altri pezzi in Italia, si stabilì a Londra, dove nel 1711 aveva portato l'opera italiana per la prima volta con la sua opera Rinaldo. Un enorme successo, Rinaldo suscitò una mania a Londra per l'opera italiana seria, una forma concentrata prevalentemente sulle arie solistiche per le stelle ed i virtuosi del canto. Nel 1719 Handel fu nominato direttore musicale della Società chiamata Royal Academy of Music (non collegata in alcun modo con l'attuale Conservatorio di Londra), una società sotto la concessione reale per la produzione di opere italiane a Londra. Händel doveva non solo comporre opere per l'azienda, ma assumere i cantanti più famosi, supervisionare l'orchestra e i musicisti e adattare le opere provenienti dall'Italia per le esecuzioni di Londra.
L'opera è orchestrata per due flauti dolci, due flauti, due oboi, fagotto, due corni, archi e gli strumenti del basso continuo (violoncello, liuto, clavicembalo).
Il musicologo del XVIII secolo Charles Burney ha scritto di Tamerlano: "l'ouverture è ben noto, e mantiene il suo favore tra i più suggestivi e gradevoli delle produzioni strumentali di Händel. Molte delle opere di Händel offrono forse più esempi della sua vivacità e cultura, ma nessuna con più gradevoli melodie ed effetti più piacevoli di questa."
Paul Henry Lang ha scritto nel 1966: "qui il ruolo principale, quello di Bajazet, è scritto per un tenore [...] Questo è il primo grande ruolo per un tenore in un'opera. Händel ebbe un successo assoluto nel delineare il personaggio di Bajazet".

## Registrazioni

### Registrazioni Audio
| Anno | Cast: Tamerlano, Bajazet, Asteria, Andronico, Irene, Leone                                             | Direttore d'orchestra                                       | Etichetta                                |
| ---- | --- | ----------------------------------------------------------- | ---------------------------------------- |
| 1970 | Gwendolyn Killebrew, Alexander Young, Carole Bogard, Sophia Steffan, Joanna Simon, Marius Rintzler     | John Moriarty, Chamber Orchestra of Copenhagen              | CD:Parnassus Cat:PACD96038/40            |
| 1984 | Henri Ledroit, John Elwes, Mieke van der Sluis, René Jacobs, Isabelle Poulenard, Gregory Reinhart      | Jean-Claude Malgoire, La Grande Écurie et La Chambre du Roy | CD:The Sony Opera House Cat: 88697527252 |
| 1985 | Derek Lee Ragin, Nigel Robson, Nancy Argenta, Michael Chance, Jane Findlay, René Schirrer              | John Eliot Gardiner, English Baroque Soloists               | CD:Warner Classics Cat:2564698383        |
| 2007 | Nicholas Spanos, Tassis Christoyannis, Mata Katsuli, Mary-Ellen Nesi, Irina Karaianni, Petros Magoulas | George Petrou, Orchestra of Patras                          | CD:MDG Scene Cat: MDG6091457             |
| 2014 | Xavier Sabata, John Mark Ainsley, Karina Gauvin, Max Emanuel Cenčić, Ruxandra Donose, Pavel Kudinov    | Riccardo Minasi Il Pomo d'Oro                               | CD:Naïve Records Cat: V5373              |

### Registrazioni Video
| Anno | Cast: Tamerlano, Bajazet, Asteria, Andronico, Irene, Leone                                              | Direttore d'orchestra              | Direttore di scena | Etichetta                     |
| ---- | --- | ---------------------------------- | ------------------ | ----------------------------- |
| 2001 | Monica Bacelli, Thomas Randle, Elisabeth Norberg-Schulz, Graham Pushee, Anna Bonitatibus, Antonio Abete | Trevor Pinnock The English Concert | Jonathan Miller    | DVD:Arthaus Musik Cat: 100703 |
| 2008 | Monica Bacelli, Plácido Domingo, Ingela Bohlin, Sara Mingardo, Jennifer Holloway, Luigi De Donato       | Paul McCreesh Teatro Real, Madrid  | Graham Vick        | DVD:Opus Arte Cst: OA1006D    |